# Morgan City (Mississipi)
Morgan City és una població dels Estats Units a l'estat de Mississipi. Segons el cens del 2000 tenia 305 habitants.

## Demografia
Segons el cens del 2000, Morgan City tenia 305 habitants, 98 habitatges, i 77 famílies. La densitat de població era de 206,6 habitants per km².
Dels 98 habitatges en un 41,8% hi vivien nens de menys de 18 anys, en un 33,7% hi vivien parelles casades, en un 40,8% dones solteres, i en un 21,4% no eren unitats familiars. En el 21,4% dels habitatges hi vivien persones soles el 10,2% de les quals corresponia a persones de 65 anys o més que vivien soles. El nombre mitjà de persones vivint en cada habitatge era de 3,11 i el nombre mitjà de persones que vivien en cada família era de 3,56.
Per edats la població es repartia de la següent manera: un 36,1% tenia menys de 18 anys, un 11,5% entre 18 i 24, un 25,2% entre 25 i 44, un 15,4% de 45 a 60 i un 11,8% 65 anys o més.
L'edat mediana era de 27 anys. Per cada 100 dones de 18 o més anys hi havia 69,6 homes.
La renda mediana per habitatge era de 19.219 $ i la renda mediana per família de 17.917 $. Els homes tenien una renda mediana de 20.375 $ mentre que les dones 13.929 $. La renda per capita de la població era de 9.465 $. Entorn del 33,8% de les famílies i el 42,6% de la població estaven per davall del llindar de pobresa.

## Poblacions més properes
El següent diagrama mostra les poblacions més properes.